# 松村真一郎
松村 真一郎（まつむら しんいちろう、1880年〈明治13年〉1月2日 - 1963年〈昭和38年〉6月2日）は日本の農林官僚であり、退官後に貴族院議員及び参議院議員を務めた。

## 経歴
松村眞平とヒサの間に長男として生まれる。1906年（明治39年）、東京帝国大学法科大学を首席で卒業し、農商務属兼農商務大臣秘書官となる。同年、高等文官試験に合格し、特許局審査官と農商務参事官を兼任した。さらに農商務書記官に昇進し、大臣秘書官を兼ねた。1910年（明治43年）、法制局参事官に転じ、行政裁判所評定官を兼ね、1918年（大正7年）には法制局第一部長に就いた。その後、農商務省に戻って、畜産局長、商務局長、農林省水産局長、農林局長を歴任し、1929年（昭和4年）には農林次官に就任した。またその間の1921年（大正10年）にはワシントン会議に随員として出席している。
退官後の1933年（昭和8年）12月5日に貴族院議員に勅選され、1947年（昭和22年）5月2日の貴族院廃止まで在任した。その他、日本競馬会幹事や日本米穀会社理事長、日本倉庫株式会社社長、魚類配給統制協会連合会長なども務める。戦後は第1回参議院議員通常選挙に当選した他、中央競馬会長、全国農業共済協会長、中央選挙管理委員会委員長などを務めた。1963年（昭和38年）6月2日、千代田区の自宅で死去した。

## 栄典
位階
- 歿後 - 正三位[4]

勲章等
- 1930年（昭和5年）12月5日 - 帝都復興記念章[8]
- 歿後 - 勲一等瑞宝章（勲二等からの昇叙）[4][9]。

## 親族
- 山本達雄 - 妻・エミの父。日本銀行総裁、貴族院議員、大蔵大臣・農商務大臣・内務大臣を歴任した。
- 山本達郎 - 二男。義父・山本達雄の養嗣子となる。東京大学名誉教授。
- 松村敬一 - 四男。経済企画事務次官。
- 松村康平 - 五男。教育学者。お茶の水女子大学家政学部教授。
- 千沢楨治 - 長女・頼子の夫。上智大学教授、山梨県立美術館初代館長。